# Hornschuchia myrtillus
Hornschuchia myrtillus Nees – gatunek rośliny z rodziny flaszowcowatych (Annonaceae Juss.). Występuje endemicznie w Brazylii – w stanach Bahia oraz Espírito Santo. 

## Morfologia
PokrójZimozielone małe drzewo dorastające do 0,5–2,5 m wysokości.
LiścieMają eliptyczny lub romboidalny kształt. Mierzą 3–12 cm długości oraz 1,5–5 cm szerokości. Blaszka liściowa jest całobrzega o tępym wierzchołku.
OwocePojedyncze. Maja odwrotnie jajowaty kształt. Osiągają 14–20 mm długości.

## Biologia i ekologia
Rośnie w lasach, na terenach nizinnych.